# Cuffy (gemeente)
Cuffy is een gemeente in het Franse departement Cher (regio Centre-Val de Loire). De plaats maakt deel uit van het arrondissement Saint-Amand-Montrond. Cuffy telde op 1 januari 2022 1.018 inwoners.

## Geografie
De oppervlakte van Cuffy bedroeg op 1 januari 2022 34,57 vierkante kilometer; de bevolkingsdichtheid was toen 29,4 inwoners per km².
De onderstaande kaart toont de ligging van Cuffy met de belangrijkste infrastructuur en aangrenzende gemeenten.

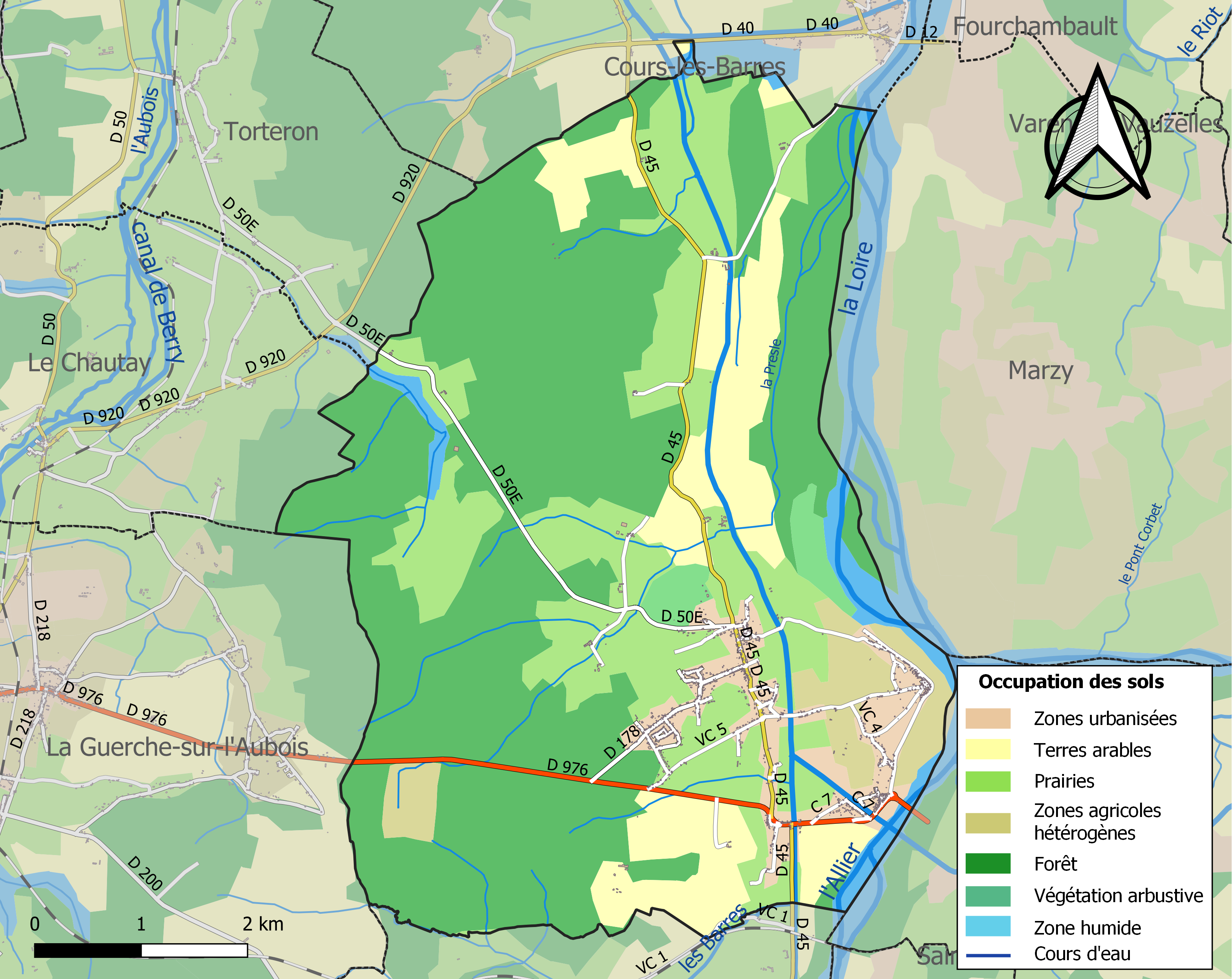

## Demografie
Onderstaande figuur toont het verloop van het inwonertal (bron: INSEE-tellingen).